# Болховский район
Бо́лховский район — административно-территориальная единица (район) и муниципальное образование (муниципальный район) в составе Орловской области России.
Административный центр — город Болхов.

## География

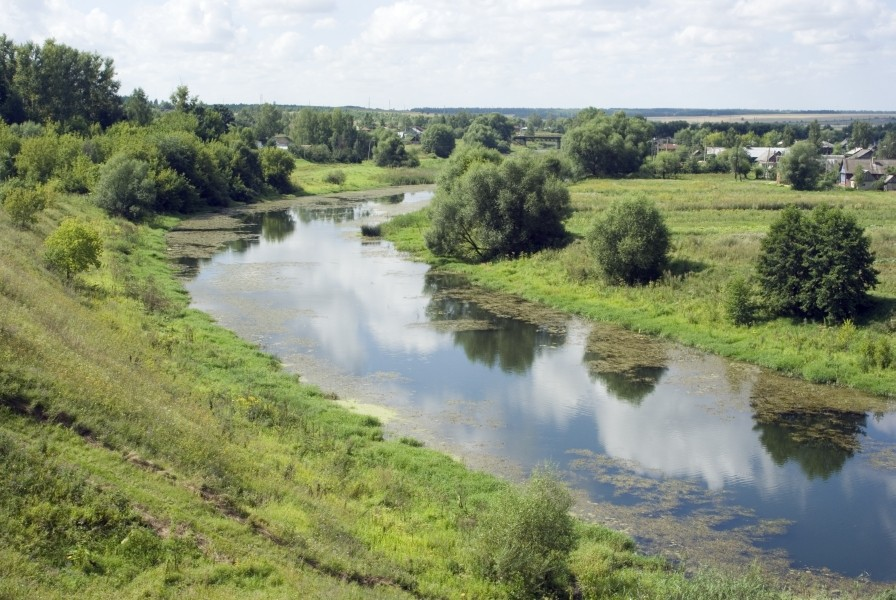
Река Нугрь

Район расположен на севере области. Граничит с Мценским, Орловским и Знаменским районами, а также Ульяновским районом Калужской области и Белёвским районом Тульской области. Территория имеет неровный характер.
Время
Болховский район, как и вся Орловская область, находится в часовой зоне МСК (московское время). Смещение применяемого времени относительно UTC составляет +3:00.

### Климат
Климат района умеренно-континентальный (в классификации Кёппена — Dfb), близкий к умеренно-холодному. Удалённость от моря и взаимодействующие между собой северо-западные океанические и восточные континентальные массы воздуха определяют характер погоды. Зима умеренно прохладная. Периодически похолодания меняются оттепелями. Лето неустойчивое, со сменяющимися периодами сильной жары и прохлады. Среднегодовая температура воздуха в Болховском районе составляет 5,1 °C..
Количество атмосферных осадков является значительным, с осадками даже в засушливые месяцы. В течение года осадки распределяются неравномерно — наибольшее их количество выпадает в летнее время, среднегодовая норма — 627 мм.
Водные ресурсы
Основные реки — Ока, Нугрь.

## История
- Район образован в 30 июля 1928 года в составе Орловского округа Центрально-Чернозёмной области, в него вошла часть территории бывшего Болховского уезда Орловской губернии.
- 13 июня 1934 года после ликвидации Центрально-Чернозёмной области район вошёл в состав вновь образованной Курской области.
- С 27 сентября 1937 года район в составе вновь образованной Орловской области.

## Население
| 1959    | 1970    | 1979    | 1989    | 2002    | 2009    | 2010    | 2012    | 2013    |
| ------- | ------- | ------- | ------- | ------- | ------- | ------- | ------- | ------- |
| 43 840  | ↘37 183 | ↘27 846 | ↘23 921 | ↘20 417 | ↘19 638 | ↘18 041 | ↘17 805 | ↘17 792 |
| 2014    | 2015    | 2016    | 2017    | 2018    | 2019    | 2020    | 2021    | 2023    |
| ↘17 678 | ↘17 322 | ↘17 083 | ↘17 067 | ↘16 942 | ↘16 829 | ↘16 587 | ↘15 488 | ↘15 224 |

### Национальный состав
По национальному составу население района составляют преимущественно русские.

### Урбанизация
В городских условиях (город Болхов) проживают 61,48 % населения района.

### Национальный состав
По итогам переписи населения 2020 года проживали следующие национальности (национальности менее 0,1 % и другое, см. в сноске к строке «Другие»):
| Национальность | Численность, чел. | Доля     |
| -------------- | ----------------- | -------- |
| Русские        | 13 968            | 90,19 %  |
| Азербайджанцы  | 240               | 1,55 %   |
| Турки          | 182               | 1,18 %   |
| Армяне         | 95                | 0,61 %   |
| Украинцы       | 92                | 0,59 %   |
| Узбеки         | 62                | 0,40 %   |
| Агулы          | 55                | 0,36 %   |
| Чеченцы        | 52                | 0,34 %   |
| Аварцы         | 34                | 0,22 %   |
| Лезгины        | 31                | 0,20 %   |
| Таджики        | 25                | 0,16 %   |
| Ингуши         | 21                | 0,14 %   |
| Другие         | 631               | 4,06 %   |
| Итого          | 15 488            | 100,00 % |

## Административно-муниципальное устройство
Болховский район в рамках административно-территориального устройства включает 13 сельсоветов и 1 город районного значения
В рамках организации местного самоуправления на территории района созданы 14 муниципальных образований, в том числе 1 городское и 13 сельских поселений:
| №  | Муниципальное образование        | Административный центр     | Количество населённых пунктов | Население (чел.) | Площадь (км²) |
| -- | -------------------------------- | -------------------------- | ----------------------------- | ---------------- | ------------- |
| 1  | Городское поселение Болхов       | город Болхов               | 1                             | ↘9359            | 13,98         |
| 2  | Багриновское сельское поселение  | село Фатнево               | 19                            | ↘594             | 138,57        |
| 3  | Бориловское сельское поселение   | село Борилово              | 4                             | ↗357             | 67,24         |
| 4  | Боровское сельское поселение     | деревня Козюлькина         | 17                            | ↘143             | 58,41         |
| 5  | Герасимовское сельское поселение | деревня Близненские Дворы  | 12                            | ↗129             | 55,73         |
| 6  | Гнездиловское сельское поселение | село Гнездилово            | 15                            | ↘288             | 65,95         |
| 7  | Злынское сельское поселение      | посёлок Злынский Конезавод | 14                            | ↘790             | 143,90        |
| 8  | Медведковское сельское поселение | деревня Вязовая            | 16                            | ↘109             | 88,05         |
| 9  | Михнёвское сельское поселение    | посёлок Щербовский         | 21                            | ↘467             | 99,60         |
| 10 | Новосинецкое сельское поселение  | деревня Новый Синец        | 35                            | ↘917             | 124,64        |
| 11 | Однолуцкое сельское поселение    | село Однолуки              | 27                            | ↘1024            | 138,77        |
| 12 | Сурьянинское сельское поселение  | деревня Сурьянино          | 23                            | ↘513             | 90,32         |
| 13 | Хуторское сельское поселение     | село Середичи              | 6                             | →117             | 48,54         |
| 14 | Ямское сельское поселение        | село Кривчее               | 12                            | ↘417             | 47,05         |

## Населённые пункты
В Болховском районе 222 населённых пункта.
| №   | Населённый пункт      | Тип     | Население | Муниципальное образование        |
| --- | --------------------- | ------- | --------- | -------------------------------- |
| 1   | Александровка Вторая  | деревня | ↘89       | Новосинецкое сельское поселение  |
| 2   | Александровка Первая  | деревня | →6        | Новосинецкое сельское поселение  |
| 3   | Алексеевка            | деревня | 0         | Новосинецкое сельское поселение  |
| 4   | Алексеевский          | посёлок |           | Гнездиловское сельское поселение |
| 5   | Алексеевский          | посёлок | 0         | Новосинецкое сельское поселение  |
| 6   | Алешня                | село    | ↘4        | Гнездиловское сельское поселение |
| 7   | Антипова              | деревня | 1         | Герасимовское сельское поселение |
| 8   | Арнаутова             | деревня | 0         | Новосинецкое сельское поселение  |
| 9   | Арнаутова             | деревня | 48        | Сурьянинское сельское поселение  |
| 10  | Архангельский         | посёлок |           | Михнёвское сельское поселение    |
| 11  | Архангельский         | посёлок | 13        | Новосинецкое сельское поселение  |
| 12  | Архипова              | деревня | 28        | Герасимовское сельское поселение |
| 13  | Асеева                | деревня | 24        | Боровское сельское поселение     |
| 14  | Бабенка               | деревня | 10        | Гнездиловское сельское поселение |
| 15  | Багриново             | село    | 12        | Багриновское сельское поселение  |
| 16  | Баевский              | посёлок | 9         | Бориловское сельское поселение   |
| 17  | Бекетова              | деревня | 5         | Однолуцкое сельское поселение    |
| 18  | Березуй               | посёлок | 16        | Новосинецкое сельское поселение  |
| 19  | Бессоновский          | посёлок | 7         | Сурьянинское сельское поселение  |
| 20  | Бетово                | село    | 17        | Медведковское сельское поселение |
| 21  | Близна                | деревня | 9         | Герасимовское сельское поселение |
| 22  | Близненские Дворы     | деревня | ↗34       | Герасимовское сельское поселение |
| 23  | Блошня                | деревня | 0         | Михнёвское сельское поселение    |
| 24  | Богданова             | деревня | 0         | Михнёвское сельское поселение    |
| 25  | Богословский          | посёлок | 0         | Злынское сельское поселение      |
| 26  | Болотова              | деревня | 4         | Новосинецкое сельское поселение  |
| 27  | Болхов                | город   | ↘9359     | городское поселение Болхов       |
| 28  | Большая Чернь         | село    | ↘270      | Злынское сельское поселение      |
| 29  | Борилово              | село    | ↘382      | Бориловское сельское поселение   |
| 30  | Боровое               | село    | 9         | Боровское сельское поселение     |
| 31  | Буденный              | посёлок | 0         | Гнездиловское сельское поселение |
| 32  | Будолбина             | деревня | 4         | Ямское сельское поселение        |
| 33  | Булгакова             | деревня | 1         | Боровское сельское поселение     |
| 34  | Бушнева               | деревня | 15        | Михнёвское сельское поселение    |
| 35  | Васильевка            | село    | 8         | Медведковское сельское поселение |
| 36  | Васильевский          | посёлок | 5         | Новосинецкое сельское поселение  |
| 37  | Васькова              | деревня | 46        | Однолуцкое сельское поселение    |
| 38  | Введенский            | посёлок | 1         | Багриновское сельское поселение  |
| 39  | Великоленинский       | посёлок | 1         | Медведковское сельское поселение |
| 40  | Верхняя Монастырская  | слобода | 59        | Ямское сельское поселение        |
| 41  | Верхняя Радомка       | деревня | 0         | Хуторское сельское поселение     |
| 42  | Ветловка              | деревня | 9         | Злынское сельское поселение      |
| 43  | Ветрова               | деревня | 1         | Сурьянинское сельское поселение  |
| 44  | Вишневский            | посёлок | 0         | Злынское сельское поселение      |
| 45  | Владимировский        | посёлок | ↗94       | Сурьянинское сельское поселение  |
| 46  | Войново               | село    | 0         | Боровское сельское поселение     |
| 47  | Воскресенский         | посёлок | 1         | Боровское сельское поселение     |
| 48  | Выгоновский           | посёлок | 0         | Герасимовское сельское поселение |
| 49  | Вязовая               | деревня | ↘90       | Медведковское сельское поселение |
| 50  | Герасимова            | деревня | 67        | Герасимовское сельское поселение |
| 51  | Гнездилово            | село    | →291      | Гнездиловское сельское поселение |
| 52  | Городище              | село    | 14        | Багриновское сельское поселение  |
| 53  | Городок               | деревня | 0         | Медведковское сельское поселение |
| 54  | Грачи                 | деревня | 0         | Однолуцкое сельское поселение    |
| 55  | Григорово             | село    | 30        | Однолуцкое сельское поселение    |
| 56  | Деевские Хутора       | посёлок | 13        | Новосинецкое сельское поселение  |
| 57  | Демидова              | деревня | 0         | Новосинецкое сельское поселение  |
| 58  | Дичков                | посёлок | 8         | Однолуцкое сельское поселение    |
| 59  | Дмитровское           | село    | 1         | Ямское сельское поселение        |
| 60  | Долбилова             | деревня | 22        | Сурьянинское сельское поселение  |
| 61  | Домашовка             | деревня | 1         | Новосинецкое сельское поселение  |
| 62  | Дулебина              | деревня | 7         | Сурьянинское сельское поселение  |
| 63  | Есина                 | деревня | 0         | Ямское сельское поселение        |
| 64  | Житные Дворы          | посёлок | 0         | Гнездиловское сельское поселение |
| 65  | Жуевка                | деревня | 1         | Медведковское сельское поселение |
| 66  | Злынский Конезавод    | посёлок | ↘361      | Злынское сельское поселение      |
| 67  | Злынь                 | село    | 74        | Злынское сельское поселение      |
| 68  | Знаменское            | деревня | ↘142      | Новосинецкое сельское поселение  |
| 69  | Зубари                | деревня | 7         | Михнёвское сельское поселение    |
| 70  | Ивановский            | посёлок | 0         | Боровское сельское поселение     |
| 71  | Игино                 | деревня | 23        | Медведковское сельское поселение |
| 72  | Кабановка             | деревня | 0         | Новосинецкое сельское поселение  |
| 73  | Каверзнева            | деревня | 6         | Медведковское сельское поселение |
| 74  | Казанский             | посёлок | 1         | Боровское сельское поселение     |
| 75  | Калинина              | посёлок | 4         | Михнёвское сельское поселение    |
| 76  | Калинина              | деревня | 0         | Сурьянинское сельское поселение  |
| 77  | Калиновка             | деревня | 14        | Злынское сельское поселение      |
| 78  | Каменка               | посёлок | 31        | Новосинецкое сельское поселение  |
| 79  | Кирпичи               | посёлок | 1         | Новосинецкое сельское поселение  |
| 80  | Китаева               | деревня | 1         | Михнёвское сельское поселение    |
| 81  | Кишкино               | деревня | 31        | Багриновское сельское поселение  |
| 82  | Клейменова            | деревня | 1         | Новосинецкое сельское поселение  |
| 83  | Кобылино              | село    | 40        | Однолуцкое сельское поселение    |
| 84  | Козюлькина            | деревня | ↘126      | Боровское сельское поселение     |
| 85  | Колонтаева            | деревня | 0         | Злынское сельское поселение      |
| 86  | Коноплянка            | село    | 5         | Медведковское сельское поселение |
| 87  | Конское               | деревня | 0         | Гнездиловское сельское поселение |
| 88  | Королёвка             | деревня | 1         | Однолуцкое сельское поселение    |
| 89  | Кочерева              | деревня | 1         | Однолуцкое сельское поселение    |
| 90  | Красная Лохань        | деревня | 19        | Михнёвское сельское поселение    |
| 91  | Красное Знамя         | посёлок | 13        | Михнёвское сельское поселение    |
| 92  | Красный Клин          | посёлок | 0         | Михнёвское сельское поселение    |
| 93  | Крестьянин            | посёлок | 4         | Новосинецкое сельское поселение  |
| 94  | Крещенский            | посёлок | 9         | Новосинецкое сельское поселение  |
| 95  | Крещенский            | посёлок | 5         | Ямское сельское поселение        |
| 96  | Кривой Хутор          | посёлок | 8         | Новосинецкое сельское поселение  |
| 97  | Кривцово              | село    | 5         | Багриновское сельское поселение  |
| 98  | Кривчее               | село    | ↘185      | Ямское сельское поселение        |
| 99  | Криуша                | деревня | 0         | Злынское сельское поселение      |
| 100 | Крутогорье            | деревня | 1         | Багриновское сельское поселение  |
| 101 | Крыловский            | посёлок | 1         | Ямское сельское поселение        |
| 102 | Кудинова              | деревня | 0         | Боровское сельское поселение     |
| 103 | Кузнецовский          | посёлок | 0         | Однолуцкое сельское поселение    |
| 104 | Кулешова              | деревня | 6         | Сурьянинское сельское поселение  |
| 105 | Курасова              | деревня | 4         | Багриновское сельское поселение  |
| 106 | Кутьма                | деревня | ↘94       | Злынское сельское поселение      |
| 107 | Лазный                | посёлок | 1         | Багриновское сельское поселение  |
| 108 | Липовка               | деревня | 32        | Однолуцкое сельское поселение    |
| 109 | Лунёвка               | деревня | 17        | Новосинецкое сельское поселение  |
| 110 | Лунёво                | село    | 1         | Боровское сельское поселение     |
| 111 | Лутовинова            | деревня | 23        | Однолуцкое сельское поселение    |
| 112 | Лучки                 | деревня | 6         | Боровское сельское поселение     |
| 113 | Лыкова                | деревня | 9         | Однолуцкое сельское поселение    |
| 114 | Макеева               | деревня | 4         | Однолуцкое сельское поселение    |
| 115 | Малая Кутьма          | деревня | 10        | Бориловское сельское поселение   |
| 116 | Мартыновка            | деревня | 10        | Однолуцкое сельское поселение    |
| 117 | Медведки              | деревня | 23        | Медведковское сельское поселение |
| 118 | Меркулова             | деревня | 5         | Герасимовское сельское поселение |
| 119 | Михнева               | деревня | 24        | Михнёвское сельское поселение    |
| 120 | Можок                 | посёлок | 4         | Гнездиловское сельское поселение |
| 121 | Моисеевка             | посёлок | 0         | Сурьянинское сельское поселение  |
| 122 | Морозово              | село    | 25        | Михнёвское сельское поселение    |
| 123 | Наседкина             | деревня | 17        | Однолуцкое сельское поселение    |
| 124 | Невструева            | деревня | 1         | Багриновское сельское поселение  |
| 125 | Нижняя Радомка        | деревня | 7         | Хуторское сельское поселение     |
| 126 | Никитский             | посёлок | 14        | Ямское сельское поселение        |
| 127 | Никольский            | посёлок | 0         | Однолуцкое сельское поселение    |
| 128 | Новая Деревня         | посёлок | 14        | Багриновское сельское поселение  |
| 129 | Новая Жизнь           | посёлок | 35        | Новосинецкое сельское поселение  |
| 130 | Новогеоргиевский      | посёлок |           | Михнёвское сельское поселение    |
| 131 | Новогеоргиевский      | посёлок | 11        | Сурьянинское сельское поселение  |
| 132 | Новознаменский        | посёлок | 0         | Новосинецкое сельское поселение  |
| 133 | Новоигинский          | посёлок | 1         | Медведковское сельское поселение |
| 134 | Новоникольский        | посёлок | 0         | Боровское сельское поселение     |
| 135 | Новый Свет            | посёлок | 1         | Боровское сельское поселение     |
| 136 | Новый Синец           | деревня | ↘266      | Новосинецкое сельское поселение  |
| 137 | Однолуки              | село    | ↘390      | Однолуцкое сельское поселение    |
| 138 | Онсина                | деревня | 5         | Однолуцкое сельское поселение    |
| 139 | Орс                   | деревня | 11        | Сурьянинское сельское поселение  |
| 140 | Павлова               | деревня | 1         | Гнездиловское сельское поселение |
| 141 | Павлодарь             | деревня | 0         | Медведковское сельское поселение |
| 142 | Пально                | село    | 1         | Михнёвское сельское поселение    |
| 143 | Пальчикова            | деревня | ↘133      | Багриновское сельское поселение  |
| 144 | Пальчикова            | деревня | 10        | Злынское сельское поселение      |
| 145 | Перцевский            | посёлок | 11        | Багриновское сельское поселение  |
| 146 | Петропавловский       | посёлок | 54        | Однолуцкое сельское поселение    |
| 147 | Печуковка             | деревня | 1         | Медведковское сельское поселение |
| 148 | Плоская               | деревня | 19        | Боровское сельское поселение     |
| 149 | Покровский Спиртзавод | посёлок | 6         | Однолуцкое сельское поселение    |
| 150 | Покровское            | село    | 0         | Однолуцкое сельское поселение    |
| 151 | Пробуждение           | посёлок | 10        | Герасимовское сельское поселение |
| 152 | Просвет               | посёлок | 0         | Новосинецкое сельское поселение  |
| 153 | Равнина               | посёлок | 1         | Однолуцкое сельское поселение    |
| 154 | Репнино               | село    | ↘231      | Михнёвское сельское поселение    |
| 155 | Рог                   | деревня | 0         | Ямское сельское поселение        |
| 156 | Рогозина              | деревня | 0         | Хуторское сельское поселение     |
| 157 | Рожкова               | деревня | 10        | Злынское сельское поселение      |
| 158 | Руднево               | село    | ↘120      | Сурьянинское сельское поселение  |
| 159 | Рыбинский             | посёлок | 1         | Медведковское сельское поселение |
| 160 | Рылова                | деревня | 5         | Медведковское сельское поселение |
| 161 | Ряплово               | посёлок | 1         | Михнёвское сельское поселение    |
| 162 | Светлая Заря          | посёлок | 9         | Боровское сельское поселение     |
| 163 | Свистова              | деревня | 24        | Медведковское сельское поселение |
| 164 | Селеменева            | деревня | 4         | Сурьянинское сельское поселение  |
| 165 | Середичи              | село    | ↘156      | Хуторское сельское поселение     |
| 166 | Сивкова               | деревня |           | Михнёвское сельское поселение    |
| 167 | Сивкова               | деревня | 1         | Багриновское сельское поселение  |
| 168 | Сиголаева             | деревня | 1         | Герасимовское сельское поселение |
| 169 | Сидоровка             | деревня | 0         | Однолуцкое сельское поселение    |
| 170 | Скородумка            | деревня | 7         | Злынское сельское поселение      |
| 171 | Скупшинина            | деревня | 1         | Гнездиловское сельское поселение |
| 172 | Слободка              | посёлок | 0         | Михнёвское сельское поселение    |
| 173 | Снегирёва             | деревня | 5         | Хуторское сельское поселение     |
| 174 | Сомова                | деревня | 1         | Новосинецкое сельское поселение  |
| 175 | Спешнево              | село    | 1         | Однолуцкое сельское поселение    |
| 176 | Становой              | посёлок | 1         | Новосинецкое сельское поселение  |
| 177 | Старица               | посёлок | 1         | Новосинецкое сельское поселение  |
| 178 | Старый Синец          | село    | 1         | Новосинецкое сельское поселение  |
| 179 | Струково              | село    | 58        | Сурьянинское сельское поселение  |
| 180 | Струковский Первый    | посёлок | 1         | Сурьянинское сельское поселение  |
| 181 | Сурьянино             | деревня | ↘66       | Сурьянинское сельское поселение  |
| 182 | Сухачёва              | деревня | 0         | Бориловское сельское поселение   |
| 183 | Сухочева              | деревня | 1         | Сурьянинское сельское поселение  |
| 184 | Татаренкова           | деревня | 0         | Новосинецкое сельское поселение  |
| 185 | Татинки               | деревня | 25        | Злынское сельское поселение      |
| 186 | Тимонова              | деревня | 1         | Однолуцкое сельское поселение    |
| 187 | Топкий Ржавец         | посёлок | 14        | Новосинецкое сельское поселение  |
| 188 | Тросна                | деревня | 11        | Багриновское сельское поселение  |
| 189 | Трубчева              | деревня | 60        | Новосинецкое сельское поселение  |
| 190 | Уланова               | деревня | 13        | Герасимовское сельское поселение |
| 191 | Успенский             | посёлок | 55        | Ямское сельское поселение        |
| 192 | Уткин                 | посёлок | 1         | Сурьянинское сельское поселение  |
| 193 | Ушакова               | деревня | 1         | Михнёвское сельское поселение    |
| 194 | Фатнево               | село    | ↗521      | Багриновское сельское поселение  |
| 195 | Федосеевка            | деревня | 7         | Новосинецкое сельское поселение  |
| 196 | Федосеевский          | посёлок | 5         | Новосинецкое сельское поселение  |
| 197 | Филипповский          | посёлок | 5         | Новосинецкое сельское поселение  |
| 198 | Хмелевая              | деревня | 14        | Багриновское сельское поселение  |
| 199 | Хожайнова             | деревня | 1         | Гнездиловское сельское поселение |
| 200 | Хомякова              | деревня | 32        | Багриновское сельское поселение  |
| 201 | Хотетово              | село    | ↘88       | Ямское сельское поселение        |
| 202 | Хохолева              | деревня | 1         | Гнездиловское сельское поселение |
| 203 | Хутор                 | деревня | 22        | Хуторское сельское поселение     |
| 204 | Цветочная Балка       | посёлок | 0         | Гнездиловское сельское поселение |
| 205 | Цимбулова             | деревня | 1         | Сурьянинское сельское поселение  |
| 206 | Чаплыгина             | деревня | 12        | Багриновское сельское поселение  |
| 207 | Чегодаево             | село    | 4         | Багриновское сельское поселение  |
| 208 | Чекряк                | посёлок | 4         | Герасимовское сельское поселение |
| 209 | Черногрязка           | деревня | ↘359      | Однолуцкое сельское поселение    |
| 210 | Чернь-Пальчиково      | село    | 4         | Боровское сельское поселение     |
| 211 | Чертовая              | деревня | 0         | Гнездиловское сельское поселение |
| 212 | Шарихина              | деревня | 15        | Боровское сельское поселение     |
| 213 | Шемякина              | деревня | 1         | Сурьянинское сельское поселение  |
| 214 | Шпилева               | деревня | 6         | Герасимовское сельское поселение |
| 215 | Шумово                | село    | 1         | Гнездиловское сельское поселение |
| 216 | Щербово               | село    | 13        | Михнёвское сельское поселение    |
| 217 | Щербовский            | посёлок | ↘165      | Михнёвское сельское поселение    |
| 218 | Щигровский Второй     | посёлок | →108      | Сурьянинское сельское поселение  |
| 219 | Щигровский Первый     | посёлок | ↘30       | Сурьянинское сельское поселение  |
| 220 | Щигры                 | деревня | 17        | Сурьянинское сельское поселение  |
| 221 | Ямские Выселки        | слобода | 12        | Ямское сельское поселение        |
| 222 | Ясная Поляна          | посёлок | 7         | Однолуцкое сельское поселение    |

### Упразднённые населённые пункты
- Ливадия. (пос., Хуторский с/с, Болховский р-н). Топография: в 16 км к СЗ от Болхова. Упом. 1939—1966. Владельцы: — 1966 — колхоз «Родина». Лит.: АТД-1965. Карта Болховского р-на (М., 1966). АТД-1976. АТД-2014.  Ликвидирован 20.06.1969[28].
- 2004 год — деревню Тазята и поселок Савинский Багриновского сельсовета, поселки Бычковский и Ерохин Однолуцкого сельсовета, поселки Аполесовский, Никольский, Отрезок и Павловский Новосинецкого сельсовета, деревни Прилепы и Фандеевка Медведковского сельсовета, деревню Аннина Михневского сельсовета.

## Экономика

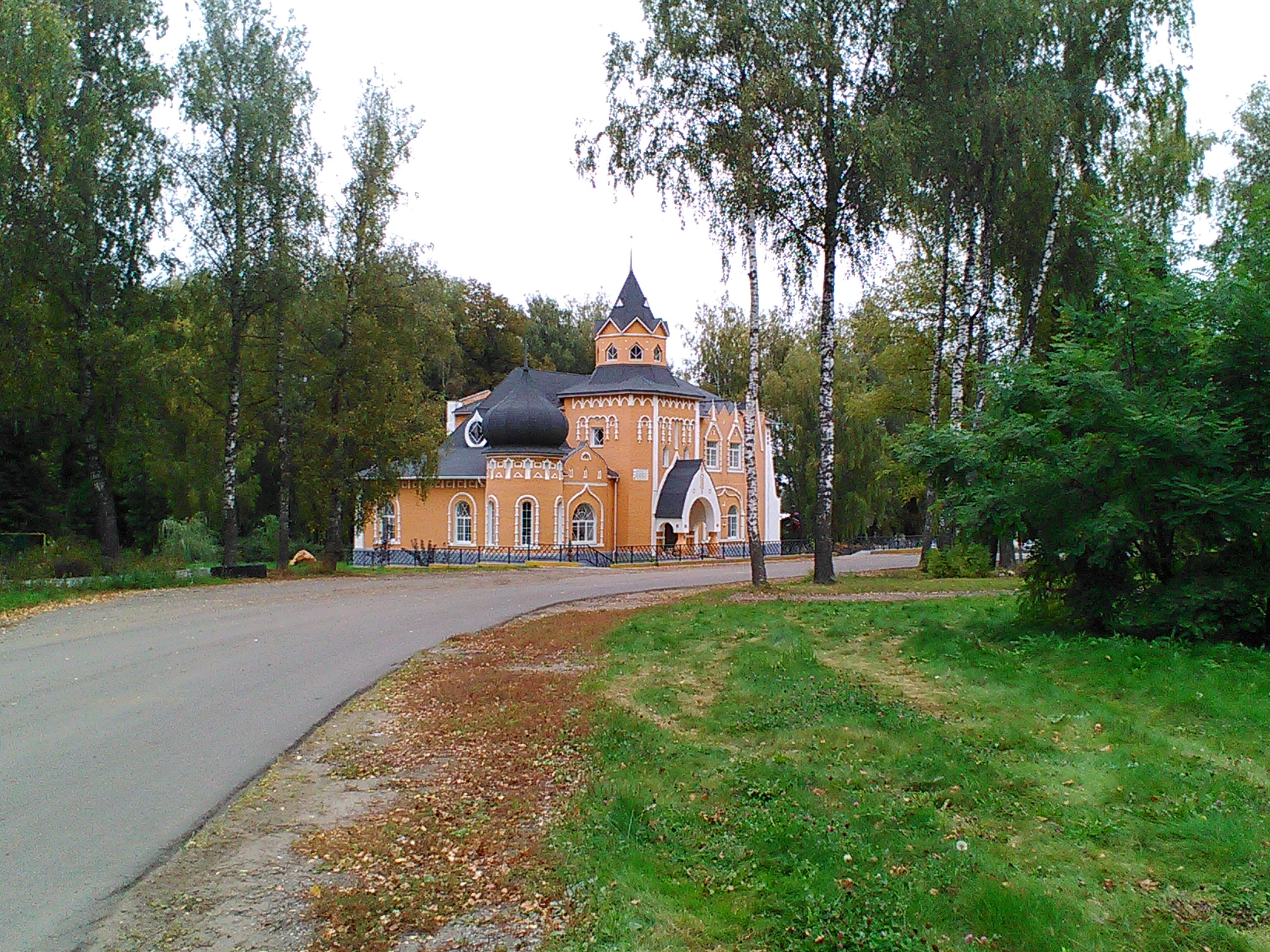
Злынский Конезавод

В районе более 80 % площадей заняты под сельскохозяйственные культуры и выращивание скота, аграрный сектор — ведущая отрасль в экономике края. Специализация района — это выращивание зерновых культур и мясо-молочное животноводство. Промышленность представлена, в основном, аграрными предприятиями.
Болховский район на западе граничит с национальным парком «Орловское полесье», а на севере — с заказником «Калужские засеки». В охотхозяйствах района (ООО «База отдыха Строитель», регион Золотого Орла, Болховское районное общество охотников и рыболовов) ведется комплексная работа по увеличению и сохранению объектов животного мира, завозятся дикие животные для последующего разведения и расселения в угодьях. В 2005 году завезено 15 голов сурка — байбака (Красная книга), в 2006 году — 18 голов кабана, 40 — пятнистого оленя. Пруды района зарыблены ценными породами рыбы: белый амур, карп, стерлядь.

## Транспорт

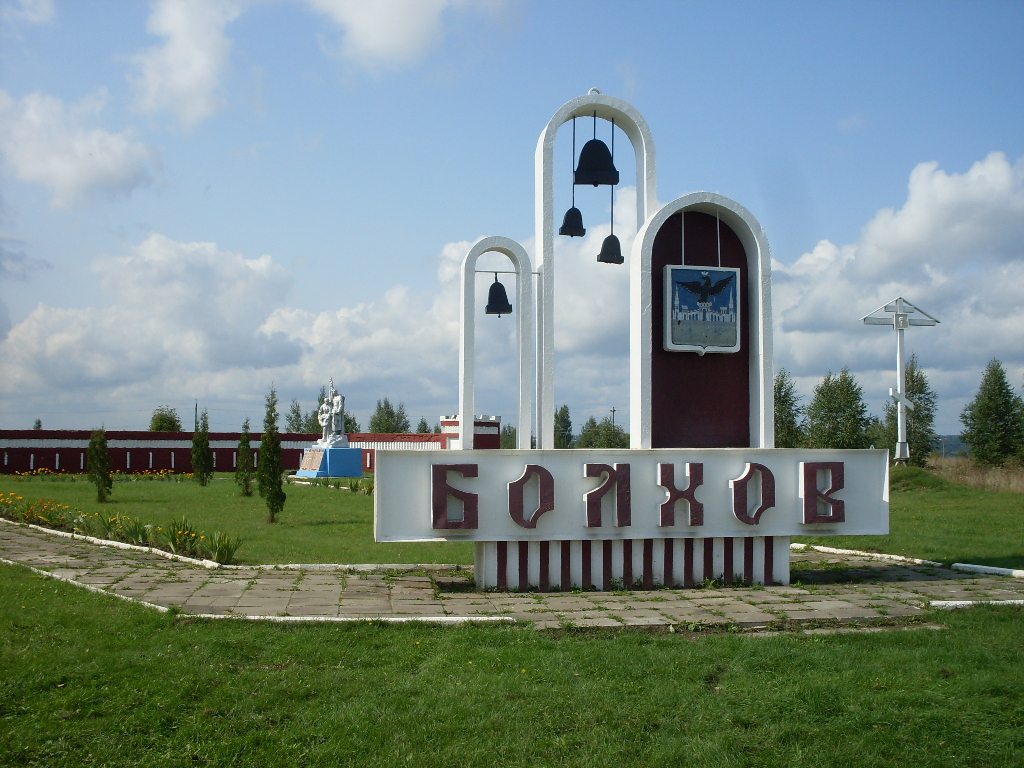
Стела на трассе

Дороги Болховского района имеют разную классификацию.
По его территории проходит федеральная автомобильная трасса Р92 Калуга — Орёл.
Также здесь пролегают региональные дороги:
- 54К-1 Болхов — Мценск — Новосиль
- 54К-3 Болхов — Р120

Остальные дороги относятся к межмуниципальным.

## Культура
- Морозов Георгий Алексеевич — музыкант, известный скрипичный мастер.

## Достопримечательности
- Кривцовский мемориал